# 霍格巴克鎮區 (北卡羅萊納州特蘭西瓦尼亞縣)
霍格巴克鎮區（英語：Hogback Township）是位於美國北卡羅萊納州特蘭西瓦尼亞縣的一個鎮區。

## 地方資料
霍格巴克鎮區的面積為156.43平方千米，皆為陸地。根據2020年美國人口普查的數據，當地共有人口2207人，而人口密度為每平方千米14.11人。